# Махнівка (річка)
Махні́вка — річка в Україні, в межах Золочівського району Львівської області та Тернопільського району Тернопільської області. 
Ліва притока Східної Золотої Липи (басейн Дністра).

## Опис
Довжина річки 13 км, площа басейну 75,5 км². Річище слабозвивисте, в нижній течії випрямлене та обваловане. 

## Розташування
Витоки розташовані на північ від села Махнівців. Річка тече спершу на південний захід, у межах смт Поморяни — на південь і південний схід. Впадає до Західної Золотої Липи на захід від села Розгадова. 
Притоки: Зварич (ліва) та невеликі потічки. 
Над річкою розташовані населені пункти: Махнівці, Богутин, Торгів, Поморяни, Розгадів.